# Sainte-Marie-au-Bosc
Sainte-Marie-au-Bosc – miejscowość i gmina we Francji, w regionie Normandia, w departamencie Sekwana Nadmorska.
Według danych na rok 1990 gminę zamieszkiwały 173 osoby, a gęstość zaludnienia wynosiła 54 osoby/km² (wśród 1421 gmin Górnej Normandii Sainte-Marie-au-Bosc plasuje się na 728. miejscu pod względem liczby ludności, natomiast pod względem powierzchni na miejscu 827.).